# Vinosady
Vinosady (allemand : Weingärten ) est un village de Slovaquie situé dans la région de Bratislava.

## Histoire
Première mention écrite du village en 1208.

## Démographie

### Évolution de la population
| Année:               | 1994. | 2004.    | 2014.    | 2024.    |
| -------------------- | ----- | -------- | -------- | -------- |
| Nombre de personnes: | 842   | 1049     | 1276     | 1657     |
| Différence:          |       | +24,58 % | +21,63 % | +29,85 % |

| Année:               | 2023. | 2024.   |
| -------------------- | ----- | ------- |
| Nombre de personnes: | 1624  | 1657    |
| Différence:          |       | +2,03 % |